# Biggles v Austrálii
Biggles v Austrálii (v originále: Biggles in Australia) je dobrodružná kniha od autora W. E. Johnse z roku 1955. V Česku byla vydána nakladatelstvím Riopress Praha v roce 1997 jako jeho 114. publikace.

## Děj
Plukovník Raymond, jenž ve Scotland Yardu velel speciální letecké sekci, ukázal majoru Jamesi Bigglesworthovi fotku z australských novin, na kterých se nacházel jejich velmi dobře známý protivník a nepřítel Erich von Stalhein, jak s bandou svých mužů stojí na pláži po ztroskotání jejich lodi kvůli bouři. Bigglese hodně zajímalo, co dělá Stalhein v Austrálii, a začal tušit potíže. Vydal se proto hned se svými společníky Algym, Gingrem a Bertiem do Austrálie, aby zjistil, co tam dělá. Jako hlavní základnu si zvolili Broome. Biggles dorazil s Gingerem do Darwinu, kde navštívil svého známého letového dispečera jménem West. Ten jim pověděl o člověku jménem Smith, který zaplatil Stalheinův odvoz po jejich ztroskotání. Algy s Bertiem mezitím řešili problém s motorem, a museli proto nějaký čas zůstat v Singapuru.
Biggles s Gingerem začali prohledávat ostrůvky poblíž Darwinu. Po překonání problémů, které jim v noci způsobila velká krakatice, pokračovali v pátrání a nalezli na ostrově seznam neznámých lidí, Geigerův počítač na měření radioaktivity a několik mrtvol, z nichž všechny kromě jedné byly jen holé kostry. Přistáli na Osmdesátimílové pláži, kde nalezli Stalheinův "záchranný člun", a poté se vydali do Broome, kde nález ohlásili policii. Se strážníkem Williamem Gilsonem se vydali na místo nálezu a v šoku zjistili, že tam kotví nějaká loď. Jmenovala se Matilda. Biggles s Gilsonem se vydali na ostrov hledat mrtvoly. V té době spatřil Ginger von Stalheina s bandou černochů, jak nastupují do lodě, a jen tak tak se jim s letadlem vyhnul, když se při odplouvání pokusili ho srazit. S Gilsonem poté přistáli na Osmdesátimílové pláži, kde nalezli jenom ohořelé zbytky bývalého člunu a stopy kol od letadla typu Auster.
Od Algyho, který mezitím přiletěl do Darwinu, se dozvěděli, že Auster vlastní sám Smith a najal si osobního pilota jménem Cozens. Biggles se proto vydal do přístavu v Darwinu, kde se dozvěděl, že Matilda patří jistému Bollerovi (jméno a místo bydliště muže bylo napsáno v seznamu). Od jednoho námořníka se dozvěděl, že se tam vyskytují nepřátelští černoši, kteří se nikdy neshodli s bělochy, a tak se tomu místu (Daly Flats) raději všichni vyhýbají. Jeden z černochů je té noci na letišti dokonce napadl, ale nikoho nezranil. Poté, co všechny události probral s Billem, se rozhodl vydat se do Tarracomy hledat dalšího člena seznamu, jímž byl muž jménem Roth, a také se chtěli přesvědčit, zda Billův přítel jménem Harry Larkin je v pořádku, neboť v té oblasti bydlel. Po přistání u Larkinova příbytku, však zjistili, že byl zavražděn, a Biggles pochopil, že vrahem byl kmen zbouřených černochů zřejmě ovládaných Smithem, kteří se tímto snažili vyvolat nepokoje, jako se tak dříve stalo už v Malajsku a Keni.
Cestou zpátky k letadlu je dokonce jeden kmen napadl, ale unikli jim a vrátili se do Broome. Poté se znova vydali do Tarracomy, kde objevili sídlo, v němž měl Roth základnu. Bill, rozčilený ze smrti svého přítele Harryho, zatknul ostře bránícího se Rotha a Ginger se postaral o zničení vysílačky, kterou zde instaloval Adamsen, další muž ze seznamu. Po převezení Billa s Rothem do Broome se vydali zpět do Darwinu, kde se Biggles chystal na výlet do Sydney za plukovníkem MacEwanem. Na letišti však zažili veliký šok, neboť se na něm nacházel Stalhein. Biggles udělal všechno proto, aby neodlétl. Svými znalostmi ohledně leteckých předpisů úplně znejistěl jeho pilota Cozense, který se ještě té noci vydal za Algym (Biggles mezitím odlétl), aby se dozvěděl, pro koho ve skutečnosti pracuje (Cozens totiž vůbec nevěděl o skutečných akcích, které zde Smith se Stalheinem prováděli). Když to Algy Cozensovi vysvětloval, spatřil je v jejich rozhovoru Stalhein a začaly problémy. Stalheinova parta potají v noci odplula, avšak Algyho skupina je dokázala vyhledat a podařilo se jim podařilo osvobodit samotného Cozense, kterého by čekala jistá smrt. Cozens je navedl na tajnou základnu v Daly Flats, kde si chtěl jen vyzvednout své věci, avšak na základně je znova napadla tlupa čerochů, která už se vzbouřila dokonce i samotnému Smithovi. Algymu, Bertimu, Gingerovi a Cozensovi se podařilo schovat se v letištním bungalovu. Dále už jen pozorovali, jak černoši zabíjejí muže ze Smithovy party a posléze i Smitha. Stalheinovi s hrstkou mužů se podařilo uniknout a odpluli na širé moře. Algyho parta sice měla od černochů zničené letadlo, avšak na poslední chvíli se nad základnou objevil Biggles. Díky použití slzného plynu mu umožnili přistát a celou situaci už zachránil plukovník MacEwan.
Zjistilo se, že si zde Stelhein se Smithem vybudovali síť tajných agentů, jejichž hlavním úkolem bylo odhalit tajemství o výzkumu atomových bomb a řízených střel. Využili černošské kmeny na vyvolání nepokojů mezi obyvatelstvem, čímž měli přispět k podlomení australského hospodářství. Cozens získal nové zaměstnání u letecké společnostiQantas a Biggles se po této úspěšné akci vrátil s přáteli do Anglie.

## Hlavní postavy
- James "Biggles" Bigglesworth
- Algernon "Algy" Lacey
- Ginger Hebblethwaite
- Betram "Bertie" Lissie
- William "Bill" Gilson
- generál Raymond
- Erich von Stalhein
- Smith
- plukovník MacEwan
- West
- Adamsen, Roth, Boller

## Letadla
- Handley Page Halifax
- Supermarine Sea Otter
- British Taylorcraft Auster
- Lockheed Constellation